# マリアノ・サバレタ
マリアノ・サバレタ（Mariano Zabaleta, 1978年2月28日 - ）は、アルゼンチン・タンディル出身の男子プロテニス選手。身長183cm、体重77kg。ATPツアーでシングルス3勝を挙げた。

## 来歴
7歳からテニスを始める。1995年全仏オープンジュニアシングルスで優勝し、1996年にプロ転向。
1998年4月のボゴタ大会の決勝でラモン・デルガドを 6–4, 6–4 で破りATPツアー初優勝を果たした。1999年5月のハンブルク・マスターズではノーシードから決勝に進出しマルセロ・リオスに敗れて準優勝している。2000年4月3日付のランキングで自己最高位のシングルス21位を記録している。
サバレタは2000年シドニーオリンピックと2004年アテネオリンピックにアルゼンチン代表として出場した。シドニー五輪のシングルスでは3回戦まで進出しベラルーシのマックス・ミルヌイに 6–7, 2–6 で敗退した。
4大大会は2002年全仏オープンと2003年全仏オープンで4回戦に進出した。2001年全米オープンのベスト8進出が最高成績である。1回戦で第8シードのセバスチャン・グロジャン、2回戦でテーラー・デント、3回戦で第30シードのグレグ・ルーゼドスキー、4回戦でグザビエ・マリスを破った。準々決勝では第3シードのマラト・サフィンに 4–6, 4–6, 2–6 で敗退した。全米オープンでは2001年以外は1回戦敗退、ウィンブルドンでは出場した5回とも1回戦敗退で勝利を挙げることは出来なかった。
2009年11月のペルー・リマのチャレンジャー大会が最後の出場となり翌年の2010年に現役引退を発表した。
サバレタの8回のツアー決勝進出は全てクレーコートの大会である。

## ATPツアー決勝進出結果

### シングルス: 8回 (3勝5敗)
| 大会グレード                                  |
| グランドスラム (0-0)                          |
| テニス・マスターズ・カップ (0-0)              |
| ATPマスターズシリーズ (0-1)                   |
| ATPインターナショナルシリーズ・ゴールド (0-1) |
| ATPインターナショナルシリーズ (3–3)           |

| サーフェス別タイトル |
| ハード (0–0)         |
| クレー (3-5)         |
| 芝 (0-0)             |
| カーペット (0-0)     |

| 結果   | No. | 決勝日        | 大会               | サーフェス | 対戦相手                   | スコア                        |
| ------ | --- | ------------- | ------------------ | ---------- | -------------------------- | ----------------------------- |
| 優勝   | 1.  | 1998年11月8日 | ボゴタ             | クレー     | ラモン・デルガド           | 6–4, 6–4                      |
| 準優勝 | 1.  | 1999年5月10日 | ハンブルク         | クレー     | マルセロ・リオス           | 7–6(5), 5–7, 7–5, 6–7(5), 2–6 |
| 準優勝 | 2.  | 1999年5月23日 | ザンクト・ペルテン | クレー     | マルセロ・リオス           | 4–4, 途中棄権                 |
| 準優勝 | 3.  | 1999年8月8日  | アムステルダム     | クレー     | ユーネス・エル・アイナウイ | 0–6, 3–6                      |
| 準優勝 | 4.  | 2003年3月2日  | アカプルコ         | クレー     | アグスティン・カレリ       | 5–7, 6–3, 3–6                 |
| 優勝   | 2.  | 2003年7月7日  | ボースタード       | クレー     | ニコラス・ラペンティ       | 6–3, 6–4                      |
| 優勝   | 3.  | 2004年7月5日  | ボースタード       | クレー     | ガストン・ガウディオ       | 6–1, 4–6, 7–6(4)              |
| 準優勝 | 5.  | 2007年4月9日  | ヒューストン       | クレー     | イボ・カロビッチ           | 4–6, 1–6                      |

## 4大大会シングルス成績
略語の説明
| W | F | SF | QF | #R | RR | Q# | LQ | A | Z# | PO | G | S | B | NMS | P | NH |

W=優勝, F=準優勝, SF=ベスト4, QF=ベスト8, #R=#回戦敗退, RR=ラウンドロビン敗退, Q#=予選#回戦敗退, LQ=予選敗退, A=大会不参加, Z#=デビスカップ/BJKカップ地域ゾーン, PO=デビスカップ/BJKカッププレーオフ, G=オリンピック金メダル, S=オリンピック銀メダル, B=オリンピック銅メダル, NMS=マスターズシリーズから降格, P=開催延期, NH=開催なし.
| 大会           | 1996 | 1997 | 1998 | 1999 | 2000 | 2001 | 2002 | 2003 | 2004 | 2005 | 2006 | 2007 | 2008 | 2009 | 通算成績 |
| -------------- | ---- | ---- | ---- | ---- | ---- | ---- | ---- | ---- | ---- | ---- | ---- | ---- | ---- | ---- | -------- |
| 全豪オープン   | A    | A    | A    | 2R   | 3R   | 2R   | 1R   | 1R   | A    | 2R   | 1R   | A    | 1R   | A    | 5–8      |
| 全仏オープン   | LQ   | 1R   | 3R   | 1R   | 2R   | 1R   | 4R   | 4R   | 2R   | A    | LQ   | 2R   | A    | LQ   | 11–9     |
| ウィンブルドン | A    | A    | A    | A    | 1R   | 1R   | 1R   | 1R   | A    | A    | A    | 1R   | A    | A    | 0–5      |
| 全米オープン   | A    | A    | A    | 1R   | A    | QF   | 1R   | 1R   | 1R   | 1R   | 1R   | 1R   | A    | A    | 4–8      |